# Ronaldo Lemos
Ronaldo Lemos (1976 –) brazil ügyvéd és informatikus. A szabad tartalmakért küzdő Marco Civil da Internet egyik alapítója, illetve a Creative Commons brazíliai projektvezetője.